# سیا سوزوکی
سیا سوزوکی (انگلیسی: Seiya Suzuki؛ زادهٔ ۱۸ اوت ۱۹۹۴) بازیکن بیسبال اهل ژاپن است.